# Misao Ōkawa
Pour les articles homonymes, voir Okawa.
Misao Ōkawa (大川 ミサヲ, Ōkawa Misao), née le 5 mars 1898 à Osaka et morte le 1er avril 2015 dans la même ville, est une supercentenaire japonaise.

## Biographie
Misao Ōkawa devient la femme la plus âgée de l'humanité à la mort de Koto Ōkubo en janvier 2013. Elle est la personne la plus âgée de l'humanité entre le 12 juin 2013, date de la mort de Jirōemon Kimura, et sa propre disparition survenue le 1er avril 2015,. En 2015, elle est la dernière Japonaise connue à être née avant 1900.

## Ligne de vie
| Âge                         | Date               | Évènement |
| 0 ans, 9 mois et 21 jours   | 26 décembre 1898   | Pierre et Marie Curie découvrent le radium. |
| 1 ans 1mois et 24 jours     | 29 avril 1899      | L'ingénieur et pilote automobile belge Camille Jenatzy franchi pour la première fois les 100 kilomètres à l'heure à bord de sa voiture électrique "La Jamais contente". |
| 2 ans, 8 mois et 25 jours   | 30 novembre 1900   | Mort d'Oscar Wilde. |
| 2 ans, 9 mois et 27 jours   | 1er janvier 1901   | Misao Ōkawa entre dans le XXe siècle. |
| 5 ans, 9 mois et 12 jours   | 17 décembre 1903   | Le premier vol d’un avion motorisé des frères Wright, avec le Flyer. |
| 14 ans, 1 mois et 12 jours  | 14 avril 1912      | Naufrage du Titanic. |
| 14 ans, 4 mois et 25 jours  | 30 juillet 1912    | Taishō Tennō devient le 123e Empereur du Japon. |
| 16 ans, 4 mois et 23 jours  | 28 juillet 1914    | Début de la Première Guerre mondiale. |
| 28 ans, 9 mois et 20 jours  | 25 décembre 1926   | Hirohito devient le 124e Empereur du Japon. |
| 31 ans, 7 mois et 19 jours  | 24 octobre 1929    | Jeudi noir du Krach de 1929. |
| 34 ans, 10 mois et 25 jours | 30 janvier 1933    | Adolf Hitler devient Chancelier. |
| 41 ans, 5 mois et 27 jours  | 1er septembre 1939 | Début de la Deuxième Guerre mondiale. |
| 47 ans, 5 mois et 28 jours  | 2 septembre 1945   | Capitulation du Japon. |
| 53 ans, 11 mois et 1 jours  | 6 février 1952     | Élisabeth II accède au trône du royaume du Commonwealth. |
| 57 ans, 1 mois et 13 jours  | 18 avril 1955      | Mort d'Albert Einstein. |
| 65 ans, 8 mois et 17 jours  | 22 novembre 1963   | Assassinat de John F. Kennedy. |
| 70 ans et 30 jours          | 4 avril 1968       | Assassinat de Martin Luther King. |
| 71 ans, 4 mois et 15 jour   | 20 juillet 1969    | Premiers pas de l'homme sur la Lune. |
| 88 ans 1 mois et 21 jours   | 26 avril 1986      | Catastrophe nucléaire de Tchernobyl. |
| 90 ans, 10 mois et 15 jours | 20 janvier 1989    | Akihito devient le 125e Empereur du Japon. |
| 91 ans, 8 mois et 4 jours   | 9 novembre 1989    | Chute du mur de Berlin. |
| 92 ans, 4 mois et 28 jours  | 2 août 1990        | Début de la guerre du Golfe. |
| 96 ans, 1 mois et 1 jours   | 6 avril 1994       | Début du génocide au Rwanda. |
| 99 ans, 4 mois et 30 jours  | 4 août 1997        | Décès de Jeanne Calment, doyenne de l'humanité. |
| 102 ans, 9 mois et 27 jours | 1er janvier 2001   | Misao Ōkawa entre dans le XXIe siècle. |
| 103 ans, 6 mois et 6 jours  | 11 septembre 2001  | Attentats du World Trade Center, à New York. |
| 103 ans, 7 mois et 2 jours  | 7 octobre 2001     | Début de la guerre d'Afghanistan. |
| 105 ans et 14 jours         | 19 mars 2003       | Début de la guerre d'Irak. |
| 110 ans, 2 mois et 10 jours | 15 septembre 2008  | Faillite de Lehman Brothers, précipitant la crise économique mondiale de 2008.                                                                                          |
| 112 ans, 9 mois et 12 jours | 17 décembre 2010   | Début du Printemps arabe. |
| 114 ans, 2 mois et 28 jours | 2 juin 2012        | Jubilé de diamant d'Élisabeth II. |
| 114 ans, 5 mois et 9 jours  | 25 août 2012       | Décès de Neil Armstrong, premier homme à avoir marché sur la Lune. |
| 115 ans, 3 mois et 1 jours  | 6 juin 2013        | Révélations d'Edward Snowden sur les activités de la NSA, publiées dans The Guardian.                                                                                   |
| 115 ans, 3 mois et 7 jours  | 12 juin 2013       | Misao Ōkawa devient la doyenne de l'humanité et du japon après le décès de Jiroemon Kimura.                                                                             |
| 117 ans et 27 jours         | 1er avril 2015     | Mort de Misao Ōkawa. Au 25 juillet 2025, elle est la 12e personne connue ayant vécu le plus longtemps au monde, et la 4e ayant vécu au Japon.                           |